# Canon EF-S-lensvatting

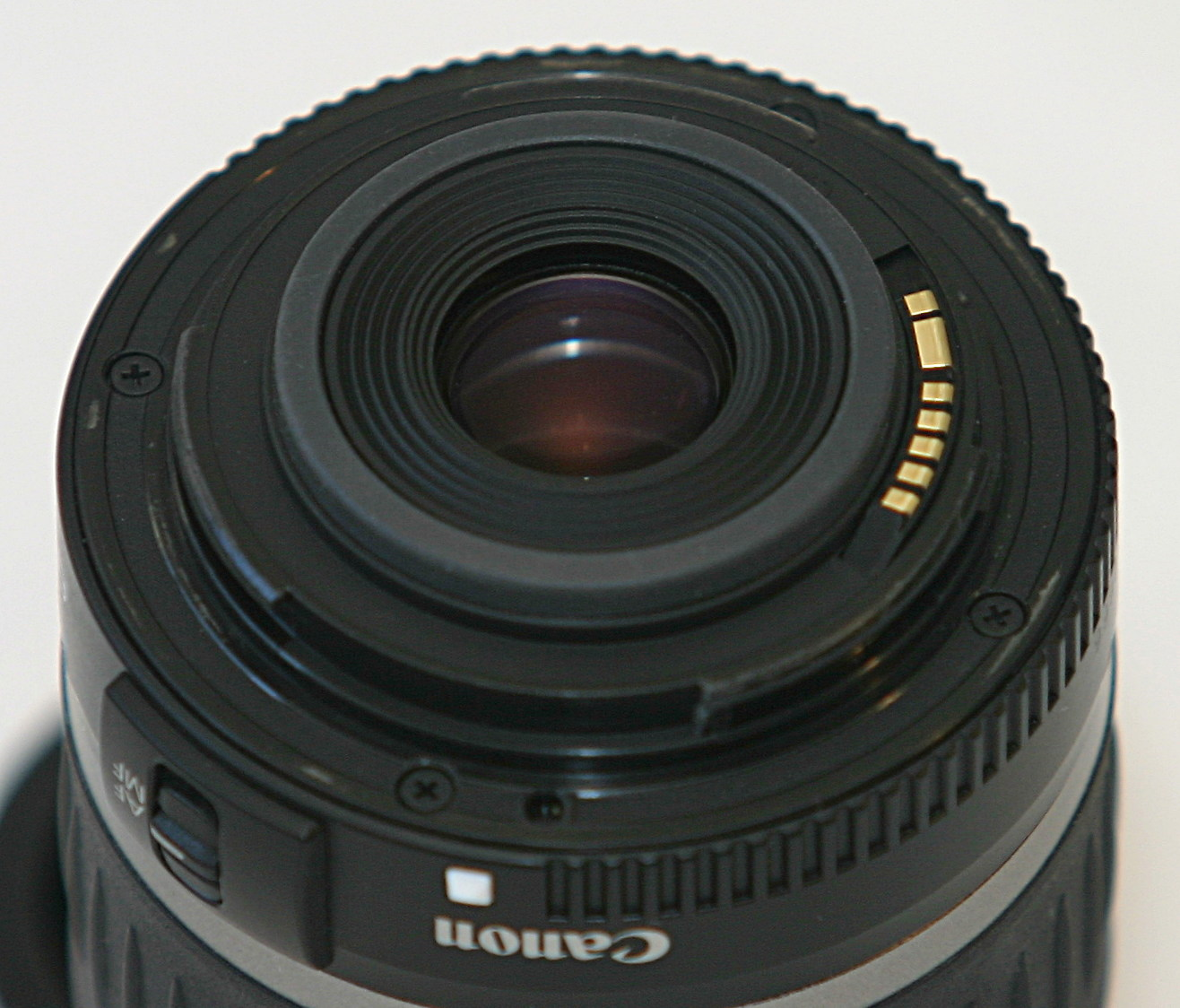
EF-S-lensvatting bij een 18-55 mm lens. De witte markering voor positionering is onder het logo aangebracht

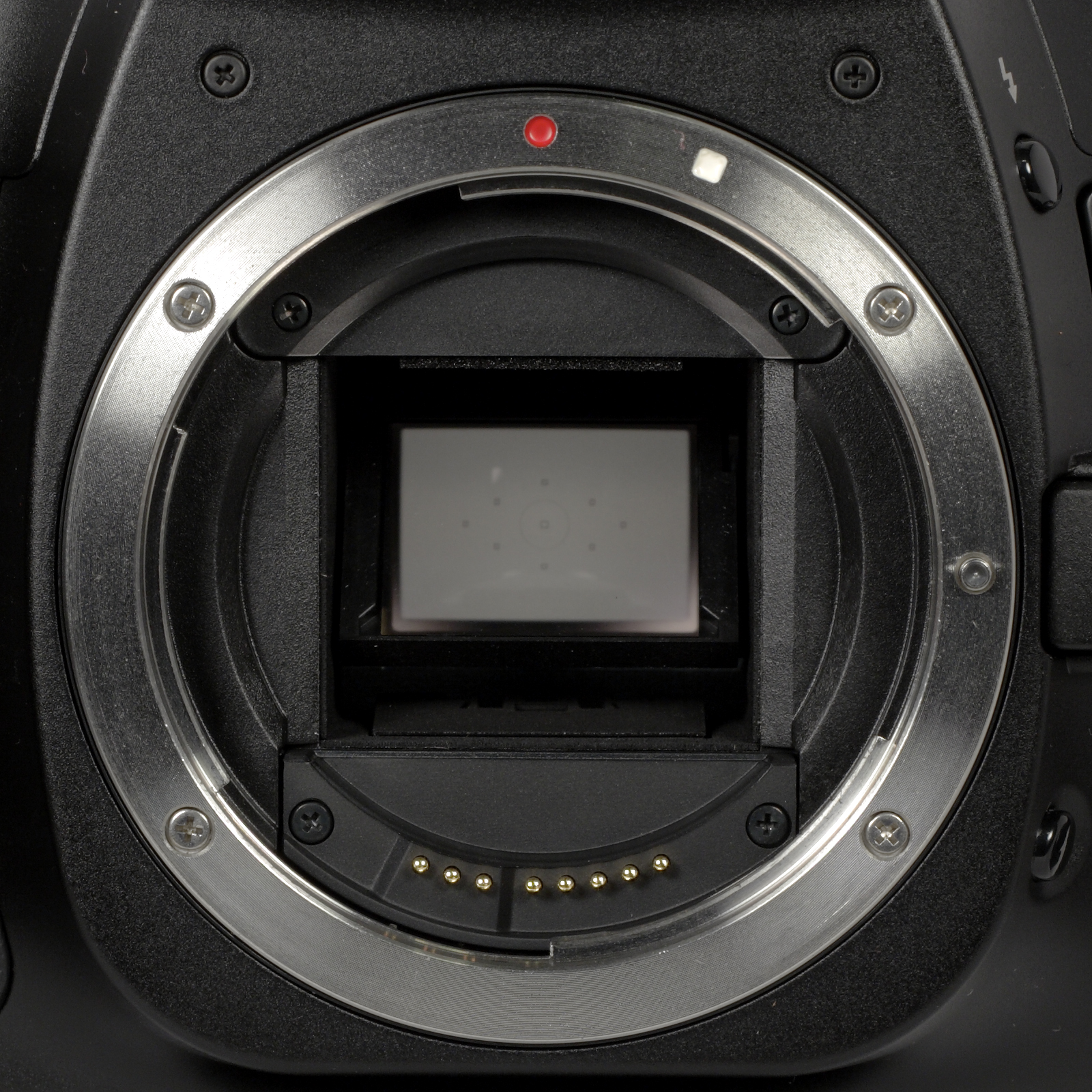
EF-S-lensvatting op een EF-S compatibele camera. Let op de rode en witte markeringen

De Canon EF-S-lensvatting is een afgeleide van de Canon EF-lensvatting gemaakt voor een aantal Canon spiegelreflexcamera's met een APS-C formaat beeldsensor. De eerste lens met deze vatting verscheen in 2003. Camera's met de EF-S vatting kunnen ook gebruik maken van lenzen met EF vatting. Alleen Canon camera's met een APS-C formaat sensor die uitgebracht zijn na 2003 ondersteunen de EF-S vatting. EF-S objectieven zijn, behalve de type-aanduiding, herkenbaar aan een kleine witte vierkante markering op de vatting, die aangeeft in welke positie het objectief op de body moet worden geplaatst. EF-objectieven hebben een rode punt, op een andere positie. Op de EF-S compatibele camera's zijn beide markeringen naast elkaar op de vatting aangebracht.
De "S" in EF-S is volgens Canon ofwel de afkorting van Small image circle (in het Nederlands kleine afbeeldingscirkel), ofwel van Short back focus. Deze lenzen geven een kleiner beeld dan de EF vattinglenzen. Hierdoor zijn ze beter geschikt voor APS-C beeldsensoren. Door de kleinere cirkel kunnen de achterste lensdelen verder naar achter worden geplaatst en op die manier zorgen voor beter beeld bij het gebruik van groothoeklenzen. Ook kunnen de objectieven hierdoor gebruik maken van kleinere, voordeligere lenzen.
EF-S lenzen kunnen niet gebruikt worden op camera's met APS-H en Full-frame camera's. De spiegel kan tegen de lens botsen en hierdoor kapotgaan.
Andere vattingen van Canon lenzen zijn EF-M (geschikt voor EOS-M Camera's, systeem camera's met een kleinere beeldsensor) en RF (geschikt voor systeem camera's met een fullframe beeldsensor). EF-S lenzen kunnen alleen op camera's met RF-vatting gebruikt worden met een adapter.

## Camera's met EF-S-vatting
De volgende camera's hebben een EF-S vatting:
- EOS 7D
- EOS 7D Mark II
- EOS 200D
- EOS 250D
- EOS 20D
- EOS 20Da
- EOS 30D
- EOS 40D
- EOS 50D
- EOS 60D
- EOS 60Da
- EOS 70D
- EOS 77D
- EOS 80D
- EOS 90D
- EOS 100D/Rebel SL1
- EOS 300D/Digital Rebel
- EOS 350D/Digital Rebel XT
- EOS 400D/Digital Rebel XTi
- EOS 450D/Rebel XSi
- EOS 500D/Rebel T1i
- EOS 550D/Rebel T2i
- EOS 600D/Rebel T3i
- EOS 650D/Rebel T4i
- EOS 700D/Rebel T5i
- EOS 750D/Rebel T6i
- EOS 760D/Rebel T6s
- EOS 850D
- EOS 1000D/Rebel XS
- EOS 1100D/Rebel T3
- EOS 1200D/Rebel T5
- EOS 1300D/Rebel T6
- EOS 2000D